# Balsamocitrus camerunensis
Balsamocitrus camerunensis är en vinruteväxtart som beskrevs av Letouzey. Balsamocitrus camerunensis ingår i släktet Balsamocitrus och familjen vinruteväxter. Inga underarter finns listade i Catalogue of Life.